# Tupinambis
Tupinambis — рід ящірок з родини Теїд. Має 7 видів.

## Опис
Загальна довжина представників цього роду коливається від 80 см до 1,3 м. Колір спини може бути бурим, коричневим з яскравими відтінками. Має до 10 рядків плям поперек спини. Черево світліше за спину. Шкіра на шиї у них складчаста, спина вкрита дрібними однаковими лусочками, черевні щитки чотирикутні і розташовані більш, ніж у 20 поздовжніх рядів. Передні зуби з 2—3 виїмками, корінні зуби у молодих трьохкінцеві, а у старих горбкуваті, язик може бути захований у спеціальному «чохлі» біля його основи. Кінцівки досить потужні й міцні, добре розвинуті. Хвіст досить довгий, біля основи округлий, а починаючи з середини дещо стислий з боків.

## Спосіб життя
Полюбляють лісисті місцини, узбережжя водоймищ, часто з'являється на плантаціях біля житла людини. Це досить полохливі тварини. Ховаються у власних норах або норах інших тварин. Харчуються комахами, гризунами, птахами, яйцями, плодами. Ці ящірки зазвичай впадають у сплячку.
Це яйцекладні ящірки. Самиці Tupinambis відкладають до 40 яєць, які ховають у невеликих ямках.

## Розповсюдження
Це ендемік Південної Америки. Втім досить часто присутній у приватних або державних зоопарках США.

## Види
- Tupinambis duseni
- Tupinambis longilineus
- Tupinambis merianae
- Tupinambis palustris
- Tupinambis quadrilineatus
- Tupinambis rufescens
- Tupinambis teguixin